# Leonora Shire
Koordinaten: 28° 53′ S, 121° 19′ O

Das Shire of Leonora ist ein lokales Verwaltungsgebiet (LGA) im australischen Bundesstaat Western Australia. Das Gebiet ist 31.915 km² groß und hat etwa 1600 Einwohner (2021).
Leonora liegt im Zentrum des Staates etwa 630 Kilometer nordöstlich der Hauptstadt Perth. In dem Gebiet gibt es 4 Ortschaften und Ortsteile: Lake Darlot, Leinster, Leonora und Sir Samuel. Der Sitz des Shire Councils befindet sich in Leonora, wo etwa 570 Einwohner leben (2021).

## Verwaltung
Der Leonora Council hat sieben Mitglieder. Sie werden von allen Bewohnern des Shires gewählt. Kulin ist nicht in Bezirke unterteilt. Aus dem Kreis der Councillor rekrutiert sich auch der Ratsvorsitzende und Shire President.
Die Aufteilung in Wards (Wahlbezirke) wurde 2011 aufgehoben.